# 2100 Ra-Shalom
2100 Ra-Shalom је Атен астероид. Приближан пречник астероида је 2,3 ,
а средња удаљеност астероида од Сунца износи ,832 астрономских јединица (АЈ).
Инклинација (нагиб) орбите у односу на раван еклиптике је 15,759 степени, а орбитални период износи 277,242 дана (0,759 год). Ексцентрицитет орбите астероида износи 0,436.
Апсолутна магнитуда астероида износи 16,05 а геометријски албедо 0,13.
Астероид је откривен 10. септембра 1978. године.